# Batillaria zonalis
Ốc mút giả (Batillaria zonalis) là một ốc sống ven biển, là động vật thân mềm chân bụng sống ở biển thuộc họ Batillariidae.
Loài ốc này có ở Việt Nam.

## Phân bố
- Japan[2]